# Kronecker-Paarung
Im mathematischen Gebiet der algebraischen Topologie definiert die Kronecker-Paarung eine Paarung zwischen Homologie und Kohomologie.

## Definition
Es sei {\displaystyle X} ein topologischer Raum, {\displaystyle k} eine natürliche Zahl, {\displaystyle h\in H_{k}(X;\mathbb {Z} )} eine Homologieklasse und {\displaystyle \beta \in H^{k}(X;A)} eine Kohomologieklasse mit Koeffizienten in einer abelschen Gruppe {\displaystyle A}. Dann ist die Kronecker-Paarung von {\displaystyle \beta } und {\displaystyle h} durch
{\displaystyle \langle \beta ,h\rangle :=c(z)\in A}
definiert, wobei {\displaystyle c\in C^{k}(X;A)} ein die Kohomologieklasse {\displaystyle \beta } repräsentierender Kozykel und {\displaystyle z\in C_{k}(X)} ein die Homologieklasse {\displaystyle h} repräsentierender Zykel ist. 
Man kann zeigen, dass die Kronecker-Paarung wohldefiniert ist, dass also der Wert von {\displaystyle c(z)} nicht von der Auswahl des die Kohomologieklasse repräsentierenden Kozykels {\displaystyle c} oder des die Homologieklasse repräsentierenden Zykels {\displaystyle z} abhängt.

## Surjektivität
Aus dem Universellen Koeffiziententheorem folgt, dass der durch die Kronecker-Paarung definierte Homomorphismus
{\displaystyle H^{k}(X;A)\to \operatorname {Hom} (H_{k}(X),A)}
ein Epimorphismus ist.